# Cratere Elim
Elim  è un cratere sulla superficie di Marte.